# Metropolia di Krasnojarsk

Mappa del territorio di Krasnojarsk.

La metropolia di Krasnojarsk (in russo Красноярская митрополия?) è una delle province ecclesiastiche che costituiscono la Chiesa ortodossa russa.
Istituita dal Santo Sinodo il 6 ottobre 2011, comprende l'intero territorio di Krasnojarsk nel circondario federale della Siberia.
È costituita da cinque eparchie:
- Eparchia di Krasnojarsk
- Eparchia di Enisejsk
- Eparchia di Kansk
- Eparchia di Minusinsk
- Eparchia di Noril'sk

Sede della metropolia è la città di Krasnojarsk, il cui vescovo ha il titolo di "Metropolita di Krasnojarsk e Ačinsk".